# Gamma Coronae Borealis
Désignations
Gamma Coronae Borealis (γ CrB) est une étoile binaire de quatrième magnitude de la constellation de la Couronne boréale. D'après la mesure de sa parallaxe annuelle par le satellite Hipparcos, elle est située à environ ∼ 146 a.l. (∼ 44,8 pc) de la Terre. Elle se rapproche du Système solaire à une vitesse radiale de −12 km/s.
Gamma Coronae Borealis est une étoile binaire visuelle, dont les deux étoiles ont été résolues optiquement, avec la composante secondaire qui est située à une distance moyenne d'environ 0,7 seconde d'arc de la primaire. Elle complètent leur orbite selon une période de 92,3 ans et une excentricité de 0,48. Les deux étoiles sont classées individuellement comme une étoile bleu-blanc de la séquence principale et une étoile blanche de la séquence principale de types spectraux B9 V et A3 V, respectivement, même si elles ont également notées comme étant deux étoiles blanches de la séquence principale. Sa composante primaire, désignée Gamma Coronae Borealis A, est une variable de type δ Scuti dont la magnitude apparente varie entre 3,80 et 3,86 selon une période de 0,03 jours (soit 43 minutes).